# (73142) 2002 GU87
(73142) 2002 GU87 – planetoida z pasa głównego asteroid okrążająca Słońce w ciągu 3,73 lat w średniej odległości 2,4 j.a. Odkryta 10 kwietnia 2002 roku.